# Bridarolliella
Bridarolliella is een geslacht van vliesvleugeligen uit de familie Eulophidae. De wetenschappelijke naam van dit geslacht is voor het eerst geldig gepubliceerd in 1949 door De Santis.

## Soorten
Het geslacht Bridarolliella is monotypisch en omvat slechts de volgende soort:
- Bridarolliella bifasciata De Santis, 1949